# Danganronpa (serie)
Danganronpa (denominado oficialmente en Japón: ダンガンロンパ) es una serie de videojuegos desarrollados y publicados por Spike Chunsoft para PC, PlayStation Portable, PlayStation Vita, PlayStation 4, iOS, Android y Nintendo Switch. La serie consta de tres títulos principales: Danganronpa: Trigger Happy Havoc, Danganronpa 2: Goodbye Despair, Danganronpa V3: Killing Harmony, un spin-off de disparos en tercera persona, Danganronpa Another Episode: Ultra Despair Girls, y una historia alternativa de un "juego de mesa", Danganronpa S: Ultimate Summer Camp. Así mismo, se han publicado novelas, mangas, spin-off y dos animes televisivos sobre la franquicia producidos por Lerche. El nombre está formado por la unión de las palabras japonesas Dangan (bala) y ronpa (refutar).
La serie sigue a grupos de estudiantes de secundaria que se ven obligados a participar en un juego de matanza organizado por el personaje Monokuma. La serie ha recibido críticas positivas, elogiando los personajes, el tono y la atmósfera de la franquicia.
Además de también ser obligados a matarse entre sí para obtener su libertad, siendo obligados a participar en un juicio en el cual se verá si son culpables o no.

## Argumento

### Danganronpa: Trigger Happy Havoc
Danganronpa empieza con Makoto Naegi, quien comienza un nuevo año en la academia Kibougamine (la academia de la esperanza), famosa por formar a estudiantes de élite. Sin embargo, un oso robot llamado Monokuma toma el control de la escuela y los atrapa dentro de ella. Monokuma les dice que para escapar, los estudiantes deben "graduarse" de la escuela asesinando a un compañero de clase de cualquier manera; Si un cuerpo ha sido descubierto por 3 estudiantes, el resto de los estudiantes deberán trabajar e investigar para descubrir al culpable. Si el culpable logra engañar a todos, este podrá graduarse de la escuela y el resto de los estudiantes serán ejecutados. Sin embargo, si se descubre al culpable, entonces sólo este será ejecutado.

### Danganronpa 2: Goodbye Despair

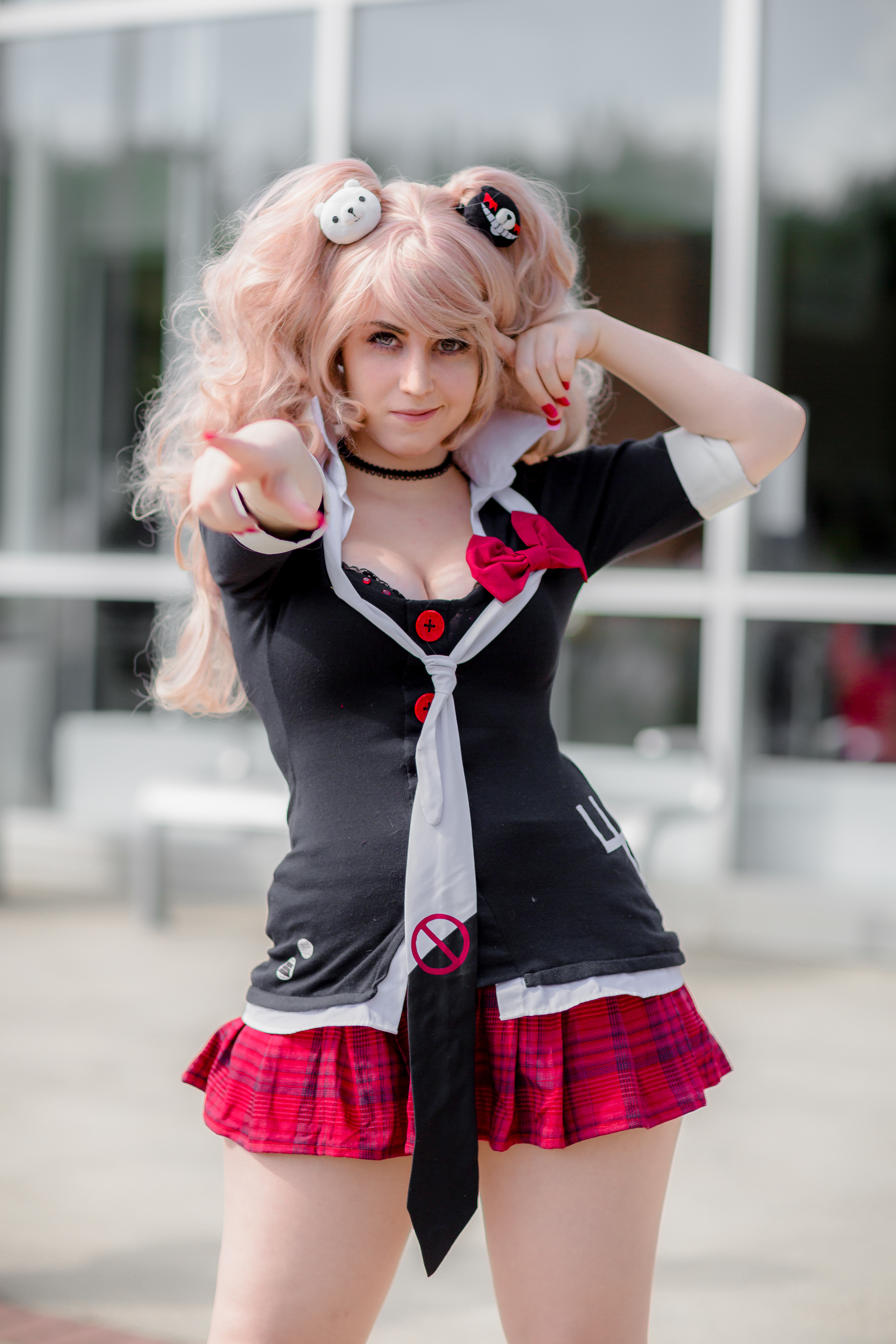
Cosplay de Junko Enoshima en Animethon 2014.

El jugador controla a Hajime Hinata, un joven estudiante que ingresa a Hope's Peak Academy, sin embargo son abordados por una coneja rosa bicolor llamada Usami que revela que están en la isla Jabberwock y que no los dejará salir hasta que hayan conseguido sus Fragmentos de la Esperanza teniendo vínculos fraternos. Hinata se desmaya y es despertado por Nagito Komaeda, el Ultimate Lucky student (Suertudo Definitivo de Preparatoria), un título que se obtiene gracias a un sorteo de la Academia, con el fin de estudiar la suerte como un posible talento. Este le pregunta a Hinata su talento pero Hinata no lo recuerda, es más, no recuerda nada de lo que sucedió antes de entrar a Hope's Peak por lo que no tiene más remedio que denominarse el Ultimate High School Level ¿? (¿? Definitivo de Preparatoria). Todos se divierten en la isla (salvo Hajime que desconfía de Usami hasta que Monokuma irrumpe en el lugar). Usami trata de echarlo pero los dos pelean, resultando vencedor Monokuma, al romper la varita mágica de Usami. Además, le da un parecido a él y la denomina Monomi, y después la adopta como su hermana menor. Monokuma se auto-proclama director de la Isla e impone su Juego de la Matanza en el cual, si un estudiante quiere salir de la isla, deberá matar a un compañero suyo sin ser descubierto por los demás en un Juicio. Si este no es descubierto, podrá irse de la isla mientras que los otros serían ejecutados, pero si los otros estudiantes lo descubren, solo el culpable será ejecutado, Monokuma revela que se suponía que debía haber 15 estudiantes y no 16, lo que significaría que entre ellos hay un traidor que pertenece a un grupo de Destructores de Mundos, una organización terrorista que, como relata, tienen algo que ver con el Killing Game, además que en una plaza de la isla hay un extraño reloj que cuenta atrás los días para un evento desconocido. A lo largo del juego, los asesinatos van ocurriendo así como las revelaciones. Nagito hace un estratégico plan de suicidio para que los otros estudiantes sean ejecutados a excepción de Chiaki Nanami, la Super Duper High School Level Gamer (Jugadora Definitiva de Preparatoria), por desconocidas razones para los demás. En el Juicio, Chiaki se revela como la traidora y como una IA (inteligencia artificial) de la Fundación del Futuro, a los que Monokuma llamaba Destructores de Mundos, para espiar el progreso de los 15 estudiantes. También Chiaki se responsabiliza por el suicidio de Nagito haciendo que esta sea ejecutada junto con Monomi al revelarse que estas trabajaban juntas. Los sobrevivientes investigan y descubren que la isla no es más que una realidad virtual llamada "Neo Program World" creada por la Fundación del Futuro. Para colmo, los 15 estudiantes son los 'Ultimate Despairs (Desesperaciones Definitivas de Preparatoria), estudiantes que, con Junko Enoshima (antagonista del anterior juego) y Mukuro Ikusaba, trajeron la destrucción y la desesperación al mundo, la cual se denominó "El suceso más trágico, más grotesco y más terrible de la historia de la humanidad". Nagito, al saber esto a través del archivo que le dio Monokuma, perdió la cordura y quiso hacer que todos fueran ejecutados a excepción de Chiaki por no ser uno de ellos. La Fundación del Futuro había atrapado a todas las desesperaciones y los introdujo en la realidad virtual encarnados en sus jóvenes con la intención de rehabilitarlos y que olviden la desesperación. Hajime descubre también que perdió la memoria debido a que él es la mente maestra del grupo siendo su verdadero nombre Izuru Kamukura, la identidad que obtuvo después de aceptar ser el conejillo de indias de un experimento, el Super Duper High School Level Hope (Esperanza Definitiva de Preparatoria), quien se aburrió de la paz que habitaba en el mundo y ayudó a Junko a traer la Desesperación. 
Monokuma revela ser una versión virtual de Junko Enoshima y que se infiltró en la realidad virtual como un virus con la intención de llevar a los 15 estudiantes a la desesperación y que si la cuenta atrás del reloj de la plaza llegase a su fin, del cual le queda muy poco, el mundo se glitcheará, haciendo que los estudiantes supervivientes vuelvan al mundo real pero con su estado de Desesperación. Junko les da la opción de que vuelvan a la realidad y que los estudiantes fallecidos sean encarnados por Junko. Sin embargo Makoto Naegi, Kyoko Kirigiri y Byakuya Togami (protagonista y antagonistas del primer Danganronpa y miembros de la Fundación del Futuro) aparecen en la isla dándoles otra opción a los supervivientes: reiniciar el Neo Program World y olvidar todo lo que sucedió en la isla, además que sus compañeros asesinados o ejecutados permanecerán en coma en el mundo real, pero frustraría los planes de Junko. Todos dudan ya que no quieren perder a sus amigos fallecidos y menos sus recuerdos, pero Hajime convence a todos que es la mejor opción. Finalmente, los estudiantes reinician el sistema lo que hace que el alter ego de Junko y el reloj sean borrados del Neo Program World. Los supervivientes deciden quedarse en la isla a buscar una manera de "resucitar" a sus compañeros en coma. Naegi, Kirigiri y Togami salen del mundo virtual, este último dice que hay muy pocas posibilidades que los estudiantes fallecidos despierten pero Naegi cree que encontrarán la manera, ya que ellos tienen esperanza y no desesperación como antes.

### Danganronpa Another Episode: Ultra Despair Girls
Komaru Naegi, la hermana menor del protagonista del primer juego, Makoto Naegi, estuvo un año encerrada en un complejo de departamentos en Towa City. Sin embargo es atacada por los robots Monokuma forzándola a escapar, luego se encuentra con Byakuya Togami, un miembro de la Fundación Futuro y sobreviviente del primer juego, quien le da arma especial para destruir a los robots Monokuma y le ordena escapar de la ciudad, pero su escape falla y es capturada por un grupo de niños de la escuela primaria de Hope's Peak conocidos como los "Guerreros de la Esperanza", quienes buscan crear un plan para los niños asesinando a todos los adultos con sus robots Monokuma, sin embargo, es salvada por, Genocida Syo quien es en realidad, Toko Fukawa, superviviente de la academia de élite Hope's Peak, en el juego anterior. Ella puede controlar a su otra personalidad, a través del uso de una pistola paralizante. Sabiendo que Byakuya haya sido raptado por los Guerreros de la Esperanza, forma equipo con Komaru para encontrar a Byakuya y escapar de la ciudad. En el camino encuentran a un grupo de resistencia dirigido por Haiji Towa y Shirokuma, un robot Monokuma, que odia la violencia y ayuda a la gente. Mientras Komaru y Toko avanzan en su viaje, luchando contra los Guerreros de la Esperanza y, descubren que estos son parte del culto de Junko Enoshima, conocida como la "Desesperación Definitiva" y culpable del fin del mundo. Luego luchar con Monaca Towa y su consejero Kurokuma, a Komaru se le presenta la posibilidad de destruir el Controlador Monokuma, Monaca revela que su objetivo es el de convertir a Komaru en la próxima Junko Enoshima haciéndola destruir el controlador, asesinando a los niños y sembrar desesperación por el mundo, e intenta convencerla de destruir el controlador al revelar que sus padres fueron asesinados. No obstante, Toko, logra hacer a Komaru entrar en razón y juntas superan la desesperación para derrotar a un gigantesco Monokuma. Mientras que Monaca es rescatada por Nagito Komaeda, quien la alienta a convertirse en la próxima Junko, es revelado que Shirokuma and Kurokuma estaban siendo controlados por una inteligencia artificial con la personalidad y recuerdos de Junko Enoshima, quien hace que Izuru Kamukura lleve a cabo la siguiente parte de su plan. Mientras tanto, Komaru y Toko deciden quedarse en la ciudad Towa para ayudar a quienes lo necesiten.
Sin embargo, si Komaru elige destruir el controlador antes de descubrir su verdadero propósito, esto activará al Final Malo y todos los niños Monokuma son asesinados cuando sus máscaras explotan. Komaru se convierte en la heroína de la resistencia, pero se siente extremadamente culpable por lo que hizo.

### Danganronpa V3: Killing Harmony
El personaje principal es Kaede Akamatsu quien aparece en un casillero, después se encuentra a Shuichi Saihara, al salir de la clase encuentran una gran máquina dirigida por Monosuke, después de salir corriendo junto a Saihara llegas a un gimnasio similar al de Danganronpa: Trigger Happy Havoc, entonces los Monokuma Kubs salen de sus máquinas y se presentan, después aparece Monokuma diciendo que les han borrado la memoria, de pronto la ropa de todos se transforma y aparecen con la vestimenta con los que se les ve en la portada, todos se muestran muy confundidos y Kaede pide explicaciones, Monosuke les explica que les están devolviendo los recuerdos y que pronto lo recordarán todo, todos se desmayan.
Kaede vuelve a despertar en el casillero y poco después lo hace Saihara, Kaede le dice que le suena de algo, Saihara responde lo mismo, acaban hablando sobre sus talentos, Kaede le dice que lleva toda la vida tocando el piano dada su inteligencia y su curiosidad empezó a tocar el piano de juguete, sus padres al ver su gran talento le compraron un piano de verdad, llevaba tocando desde los 5 años y al crecer le invitaron a una orquesta famosa, a pesar de sus éxitos la siguen llamando "La Loca del Piano", Saihara dice que no se merece su talento (Detective Definitivo), ya que solo pudo resolver algunos casos por suerte.

## Recepción
En Japón, vendió un total de 930,719 unidades hasta el 7 de noviembre de 2018. El juego Danganronpa más vendido en Japón es Danganronpa: Trigger Happy Havoc, que vendió un total de 258,250 unidades en la PSP. En Europa y Estados Unidos, las ventas combinadas de los dos primeros juegos en PlayStation Vita, Trigger Happy Havoc y Goodbye Despair, han superado las 200,000 copias vendidas en abril de 2015. Spike Chunsoft informó en marzo de 2018 que los juegos vendieron cada uno 200,000 unidades adicionales a través de Steam. 
En 2017, los lectores de Famitsu votaron a Danganronpa entre los cuatro mejores juegos de aventuras de todos los tiempos, junto con Steins; Gate, 428: Shibuya Scramble y Phoenix Wright: Ace Attorney.
- Datos: Q15917310
- Multimedia: Danganronpa / Q15917310